# 航空宇宙

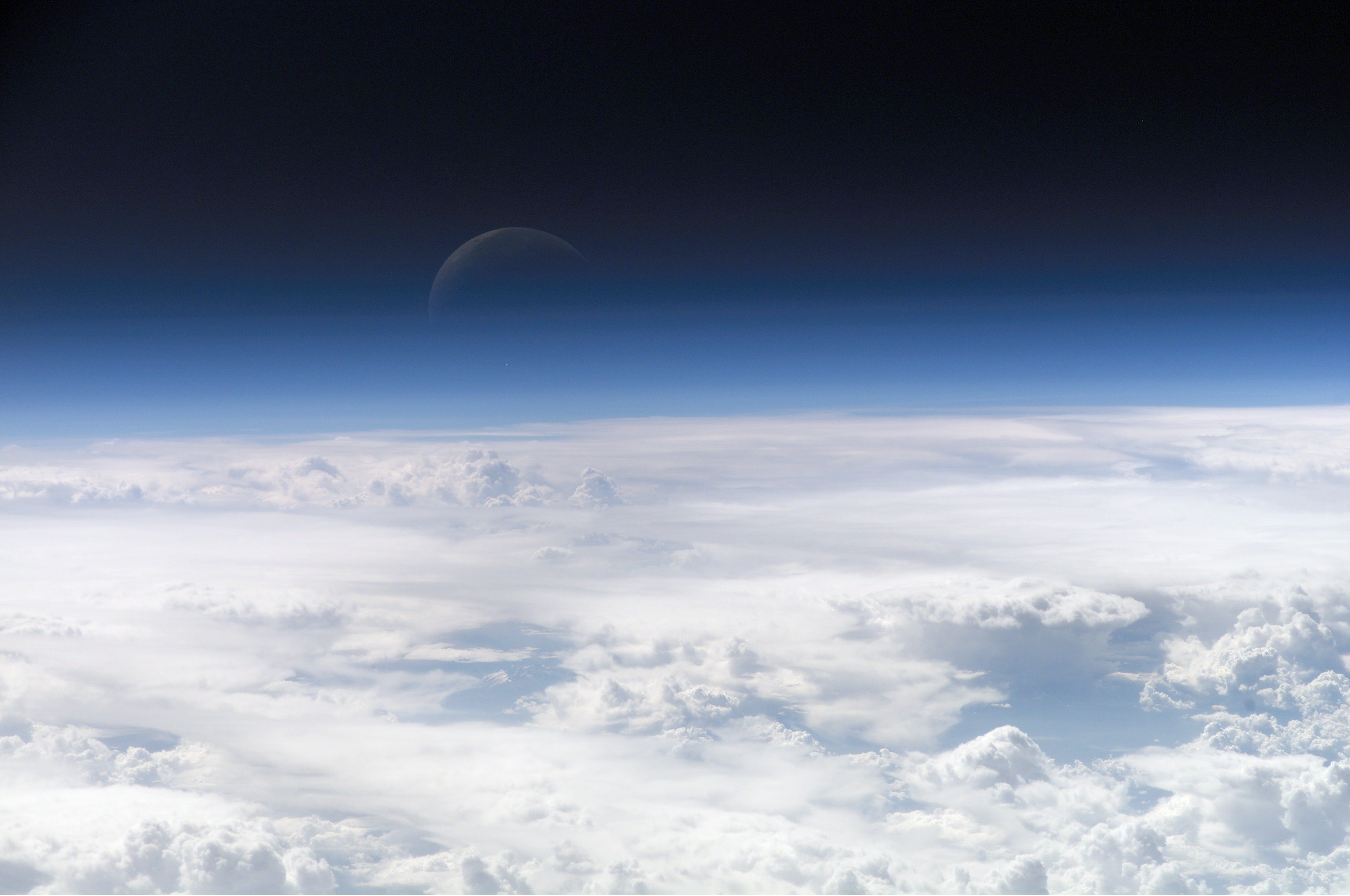
地球の大気と月

航空宇宙（こうくううちゅう、英: aerospace）とは、大気圏および宇宙空間を飛行するための科学技術および産業の分野である。航空宇宙関連の研究機関、企業等は、航空機・宇宙船の研究開発、製造、運用、維持等を担っている。航空宇宙の分野における活動は多様であり、数多くの軍事的・経済的利用がなされている。
航空宇宙は、領空 (airspace) とは異なる。領空は、地上のとある地点の直接上にある空間のことである。地球の大気と宇宙空間との境界は、大気圧が極めて低くなる地点と物理学的に定義され、一般に地上100キロメートルとされている。

## 概要
ほとんどの先進国で、公的機関と民間企業とが連携して航空宇宙産業を形成している。
いくつかの国には政府からの公的資金が投入されている民間宇宙機関がある。そのような民間宇宙機関の例は、日本の国立研究開発法人宇宙航空研究開発機構、米国のアメリカ航空宇宙局、カナダのカナダ宇宙庁、欧州の欧州宇宙機関、ロシアのロシア連邦宇宙局、中国の中国国家航天局、韓国の韓国航空宇宙研究院、インドのインド宇宙研究機関、パキスタンのパキスタン宇宙高層大気研究委員会、イランのイラン宇宙機関などである。
これらの公的な宇宙計画に加えて、多くの企業が、宇宙船や人工衛星といった技術的手段や構成物を作り出している。宇宙計画に参画している企業には、米国のボーイング、エアバス・グループ、ロッキード・マーティン、ノースロップ・グラマン、カナダのマクドナルド・デットワイラー、EUのエアバス・ディフェンス・アンド・スペース、タレス・アレーニア・スペース、ロシアのS.P.コロリョフ ロケット&スペース コーポレーション エネルギアなどが含まれる。これらの企業は航空機の製造のような他の航空宇宙にも携わっている。

## 歴史
現代の航空宇宙は1799年にジョージ・ケイリーによって始められた。ケイリーは固定翼と水平尾翼、垂直尾翼を持った航空機を提案し、現代の航空機の特徴を定義した。
19世紀には、英国航空協会 (1866)、米国ロケット協会、米国航空科学協会が設立された。これらの機関の活動により航空学はより本格的な科学分野へと発展した。オットー・リリエンタールは1891年にキャンバーのついた翼型を導入した人物で、グライダーを用いて空力を研究した。ライト兄弟はリリエンタールの研究に興味を持ち、彼の出版物の幾つかを読んだ。
また、飛行家で『飛行機械の進歩』(1894) の著者であるオクターヴ・シャヌートもライト兄弟に情報提供や励ましを惜しまなかった。ケーリー、リリエンタール、シャヌートや他の航空宇宙技術者の先行的研究の積み重ねの後、ライト兄弟は、1903年12月17日にノースカロライナ州のキティホークで世界初の有人動力飛行を成功させた。
戦争やサイエンス・フィクションに触発された、コンスタンチン・ツィオルコフスキーやヴェルナー・フォン・ブラウンのような専門家が、大気圏外への飛行を達成した。
1957年のスプートニク1号の打ち上げによって宇宙時代が始まり、1969年にはアポロ11号が初の有人月面着陸を達成した。1981年には、スペースシャトル「コロンビア」が打ち上げられ、定期的に人類が衛星軌道上にアクセスできるようになった。1986年のミールによって、そして続いて国際宇宙ステーションによって、衛星軌道上に人類が滞在できるようになった。宇宙の商業化や宇宙旅行は、更に最近の航空宇宙の焦点である。

## 産業
航空宇宙産業は、航空機、誘導ミサイル、宇宙船、航空機のエンジン、推進装置や関連部品などを製造するハイテク産業である。航空宇宙産業の大部分は政府向けの仕事を対象としている。米国政府は全ての納入業者（OEM元）にCAGEコード (Commercial and Government Entity code) を割り当てている。これらのコードによって、航空宇宙産業において、それぞれの製造業者同士であったり、修理機関、その他の重要な流通業者を特定することができる。
航空機部品産業は、航空宇宙産業分野からの中古の航空機や部品の販売から誕生した。米国国内では、仲介者や転売人が守らなければならない詳細な過程がある。これには、航空機を検査し，部品にタグを付ける認証された修理工場に資金を融資することを含む。この認証は、部品がOEMに適合するように修理され、検査されたことを保証する。一度、部品が検査されると、その価値は航空宇宙産業の需要と供給で決まる。航空機が地上で修理されるとき、その航空機を稼働できるようにするのに必要な部品は高価になる。これにより市場に特定の部品が流通するようになる。航空機部品の商品を売るのを支援するオンライン市場もある。
航空宇宙産業と防衛産業において、ここ数十年で、多くの合併が行われた。1988年から2011年の間で、世界中で、6,068回、6,780億米ドルに相当するM&Aが行われたと発表された。最も大きな取引は、2011年にユナイテッド・テクノロジーズがグッドリッチを162億米ドルで買収した取引、1999年にアライドシグナルが156億米ドルの株式交換で買収合併した取引、1996年にボーイングが134億米ドルでマクドネルと併合した取引、1999年にブリティッシュ・エアロスペース（現在のBAEシステムズ）が129億米ドルでゼネラル・エレクトリックの子会社であるマルコニ・エレクトロニック・システムズを獲得した取引、1997年にレイセオンが95億米ドルでヒューズ・エアクラフトを獲得した取引である。
世界の民間航空宇宙産業が盛んな地域には、米国のワシントン州（ボーイング）、カリフォルニア州（ボーイング、ロッキード・マーティンなど）、カナダのモントリオール（ボンバルディア・エアロスペース、プラット・アンド・ホイットニー・カナダ）、フランスのトゥールーズ（エアバス）、ドイツのハンブルク（エアバス）、ブラジルのサン・ジョゼ・ドス・カンポス（エンブラエル）、メキシコのケレタロ州（ボンバルディア・エアロスペース、ゼネラル・エレクトリック）と、メヒカリ（ユナイテッド・テクノロジーズ、ガルフストリーム・エアロスペース）などがある。

### 各国の産業
米国では、国防総省とアメリカ航空宇宙局 (NASA) とが、航空宇宙の技術・製品の2大顧客である。その他には、非常に大きい航空機産業を含む。2006年の時点で、航空機産業で472,000人の労働者が働いていた。米国の航空宇宙産業は主にワシントン州やカリフォルニア州に立地し、このほかにはミズーリ州、ニューヨーク州やテキサス州も主要な地域である。航空機産業を牽引してる米国企業は、ボーイング、 ユナイテッド・テクノロジーズ、ノースロップ・グラマンやロッキード・マーティンである。これらの企業は、熟練労働者の高齢化と引退により労働力不足に直面している。航空宇宙産業への人材供給を維持するため、Aerospace Joint Apprenticeship Council (AJAC) のような実習プログラムが実施されている。AJACでは、ワシントン州の航空宇宙産業の技術者とコミュニティー・カレッジが協力して新たな製造業従事者の育成を行っている。
ロシアのオブロンプロムや統一航空機製造会社（ミコヤン、スホーイ、イリューシン、ツポレフ、ヤコヴレフ、ベリエフを含むイルクートを子会社とする）のような、大きな航空宇宙企業は、この産業において世界で大きな役割を担っている。かつてのソビエト連邦も航空宇宙産業の主要な地位にあった。
EUでは、航空宇宙産業の技術や製品の主要顧客である欧州宇宙機関があり、エアバス・グループ、BAEシステムズ、タレス・グループ、ダッソー、SAABと、レオナルド S.p.Aのような企業が世界的な航空宇宙産業や研究活動を担っている。
英国は、以前は自国の航空宇宙産業を維持しようと試み、自国の民間航空機や軍用航空機を作っていたが、後に、航空機を主に他国企業と共同開発・生産するようになったほか、米国のような国からの輸入も多くなった。しかし、英国にはBAEシステムズという世界第二の防衛請負業者が存在し、とても活発な航空宇宙分野を持っており、欧州にも世界にも、航空機の完成品、航空機部品、航空機関係の半製品やサブシステムを製造し、その供給先は欧州だけでなく世界の製造業者にわたっている。
フランスは、自国の空軍、海軍のために戦闘機を作り続けてきた。スウェーデンは、特に中立を守るため、自国の空軍のために戦闘機を作り続けてきた（SAAB参照）。他の欧州の国も、トーネード、ユーロファイター タイフーンのような戦闘機を共同で開発・生産するか、米国から戦闘機を輸入した。
カナダは、かつては独自の設計の軍用航空機(CF-100戦闘機など)を製造していたが、数十年の間、これらのニーズは米国からの輸入によって満たされている。しかしながら、いまだカナダは戦闘機を除く軍用機を製造している。
インドでは、バンガロールが航空宇宙産業の中心地であり、ヒンドスタン航空機、国立航空宇宙研究所、インド宇宙研究機関の本部がある。インド宇宙研究機関 (ISRO) はインド初の月探査機、チャンドラヤーン1号を2008年10月22日に打ち上げた。
パキスタンは、発展途上の航空宇宙産業を持つ。パキスタン国家技術・科学委員会 (NESCOM)、カーン研究所、パキスタン航空複合体 (PAC) はこの分野の研究や開発に関与している主要な組織である。パキスタンは、誘導ロケット、誘導ミサイルや宇宙船を設計し、製造する能力を持つ。カムラ市にはいくつかの施設を含むPACの本社がある。この施設では、MFI-17、MFI-395、K-8、JF-17が製造されている。パキスタンは兵器や兵器でない無人航空機を設計し、製造する能力をも持つ。
中国では、北京市、西安市、成都市、上海市、瀋陽市、南昌市が、航空宇宙産業の研究と製造の中心地である。中国は軍用機、ミサイル、宇宙船を設計、試験、生産する力を発展させた。中国は、1983年にY-10の実験をキャンセルしたが、その後も民間航空宇宙産業を発展させ、ARJ21が2016年に就航する予定である。

## 機能安全
機能安全は、システム全体または一部の装置の一般安全性の一部に関わるものである。機能安全によって、システムや一部の装置を、適切に、かつ、危険、リスク、損傷、負傷を起こすことなく制御することができる。
機能安全は、航空宇宙産業において非常に重要である。機能安全が妥協や怠慢を許さないからである。この観点において、欧州航空安全機関のような監督機関は厳しい認証基準をもって航空宇宙市場の取り締まりを行っている。これは、可能な限り最も高い安全性を目指し、確実なものとすることを目的としている。米国のAS9100規格、欧州のEN 9100規格、日本のJIS Q 9100規格は、特に航空宇宙産業や航空機産業を対象としている。これらの品質マネジメント規格は航空宇宙輸送機の機能安全に適用されている。ゆえに、それらの基準を守ることを確実にし、証明するための、認証、監督、検証、航空宇宙輸送機やスペアパーツのテストを専門とする企業もある。

## スピンオフ
航空宇宙の分野からは、技術のスピンオフが発生することがある。例えばNASAでは、スピンオフはNASAによって生み出された、または、他の目的のために再設計されたコードや製品の直接の結果である技術を指す。このような技術進歩は航空機産業のもっとも重要な結果の一つであり、スピンオフである技術からコンピュータ、携帯電話を含む、52億米ドルの価値が生み出されている。これらのスピンオフは、機械、交通、エネルギー、日用品、公共の安全など、多くの異なる分野に応用されている。NASAは”Spinoffs”と呼ばれるレポートを毎年出版し、どのように投資が使われているかを強調して、多くの特定の製品や前記の分野に与えた恩恵に言及している。例えば、直近の"Spinoffs 2015"では、内視鏡が航空宇宙の業績由来のものとして特集された。この装置によって、入院が短く済む、低侵襲治療をすることを通じて、手術の複雑さを減らすことにより、より正確に、より費用対効果のよい、神経外科手術が可能となった。